# Cimber Sterling
Cimber Sterling A/S o també coneguda com a Cimber Air (codi IATA: QI; codi OACI: CIM; indicatiu: CIMBER) era una aerolínia de Dinamarca. Va ser fundada l'any 1949 i tenia la seu a Sønderborg, al sud-est del país. Els seus principals centres de connexions eren l'Aeroport de Copenhagen i l'Aeroport de Billund des d'on operava vols a destinacions tant domèstiques com internacionals a Europa i a Orient Mitjà en cooperació amb Scandinavian Airlines (SAS) i Lufthansa. La seva flota constava de 26 avions entre els quals hi havia 3 ATR 42, 5 ATR 72, 6 Boeing 737 i 13 Bombardier CRJ-200.
L'empresa cessà les operacions el dia 3 de maig de 2012.